# 廣瀬格
廣瀬 格（ひろせ いたる、1969年7月5日 - ）は、元サッカー審判員。京都府在住。

## 来歴
1992年に京都外国語大学英米語学科を卒業後に、審判員としての活動を開始し、2002年に1級審判員に登録。京都府立学校で英語教諭を務める傍らで審判員としての活動を行い、2005年からは日本プロサッカーリーグ（Jリーグ）の主審としての活動を行ってきた（通算担当試合数はJ1:120試合、J2:151試合）。
2018年度限りで1級審判員としての活動を終了。同時に園部高校・附属中を最後に教職を離れた。2020年現在は日本サッカー協会 (JFA) にて審判インストラクター（J3担当）を務めている。また、Jリーグでは2020年シーズンからJ1リーグ戦でビデオ・アシスタント・レフェリー (VAR) が導入されるのにあたり、VAR専任の審判員として審判登録されている。